# Stornorrfors
Stornorrfors är ett vattenkraftverk vid Norrforsen i Umeälven, knappt 15 km uppströms Umeå i Västerbotten. Det ägs av Vattenfall AB (74,15 %) och Umeå kommun (25,85 %), togs i drift och invigdes av prinsessan Sibylla, 1958. Det har fem turbiner med en sammanlagd effekt på 599,4 MW och är med det Sveriges näst största vattenkraftverk, efter Harsprånget i Lule älv. Sett till elproduktion är det dock störst, med en normal årsproduktion på närmare 2 300 GWh. Fallhöjden är 75 meter.
Stornorrfors har också Sveriges längsta laxtrappa, som efter ombyggnad år 2010 är ca 300 meter lång i 76 trappsteg. Denna låter lax från Bottenviken vandra upp och vidare till Vindelälven som är outbyggd. Årligen placeras 80 000 laxsmolt, 20 000 havsöringar och 20 000 harrar ut i anslutning till kraftverket. År 2013 passerade närmare 15 000 laxar trappan.
Avloppstunneln från stationen är världens största kraftverkstunnel i tvärsnitt räknat, tunneln är 26,5 meter hög och 16 meter bred.
|                               |
| Kraftverket Norrfors exteriör |

|                             |
| Kraftverk Norrfors interiör |